# Calvario (Ribera)
Il Calvario  è un dipinto di Jusepe de Ribera, realizzato circa nel 1618 e conservato alla collegiata di Nostra Signora Assunta di Osuna in Spagna. Fu una delle sue prime opere all'interno della sua produzione pittorica. Secondo Gabriele Finaldi, direttore della National Gallery, l'opera è il più grande e ambizioso dipinto del pittore dei primi anni del 1610. 

## Storia
Josepe de Ribera dipinse Il Calvario intorno al 1618, a Napoli, dove era arrivato nel 1616, da Roma. Fu commissionato dall'allora viceré di Napoli (1616-1620) Pedro Téllez-Girón, III duca di Osuna. Prima del 1627, è noto che Catalina Enríquez de Ribera, vedova del duca di Osuna, portò dall'Italia alla Collegiata di Osuna cinque dipinti di Ribera, da collocare per l'altare maggiore, che all'epoca non aveva una pala. Nel 1721, in occasione dell'inizio dei lavori di ristrutturazione della testata della chiesa, la tela fu trasferita all'interno della Collegiata. Quando un anno dopo fu completata la nuova pala dell'altare maggiore, la tela fu trasferita nella Cappella di Santa Ana, dopo aver controllato che la tabella non si adattava alla pala d'altare realizzata. Dopo aver attraversato anche la cappella di Ánimas, è stato finalmente installato in modo permanente nella cappella della Virgen de la Antigua, dove rimane tutt'oggi. 
Secondo le affermazioni del romantico viaggiatore inglese Richard Ford, durante la guerra d'indipendenza spagnola, il dipinto fu maltrattato come bersaglio dei fucilieri francesi.
Nel 1851 i duchi di Osuna persero il patrocinio della Collegiata e tutti i suoi beni mobili e immobili passarono all'Arcivescovado di Siviglia, che ne affidò la tutela all'Ente d'Arte di Osuna. 

## Descrizione
Quest'opera è una delle prime importanti opere di Ribera, che offre una composizione chiaramente barocca e risorse pittoriche che mostrano formule oscure e naturalistiche di grande qualità. 
Rappresenta il momento prima della morte di Cristo, che si manifesta nel corpo contorto, il volto che esala l'ultimo respiro e guarda il cielo. Gli altri personaggi che compaiono nella composizione da destra a sinistra sono Maria Maddalena, inginocchiata che abbraccia la croce, san Giovanni Evangelista, Maria madre di Cristo, che dirige il suo sguardo all'infinito e un'altra donna di cui si percepisce solo una parte, del suo volto che potrebbe essere Maria di Cleofa. Sullo sfondo, appena percettibile, in quanto nascosta nell'oscurità, c'è una sagoma che può essere identificata con un'altra donna.

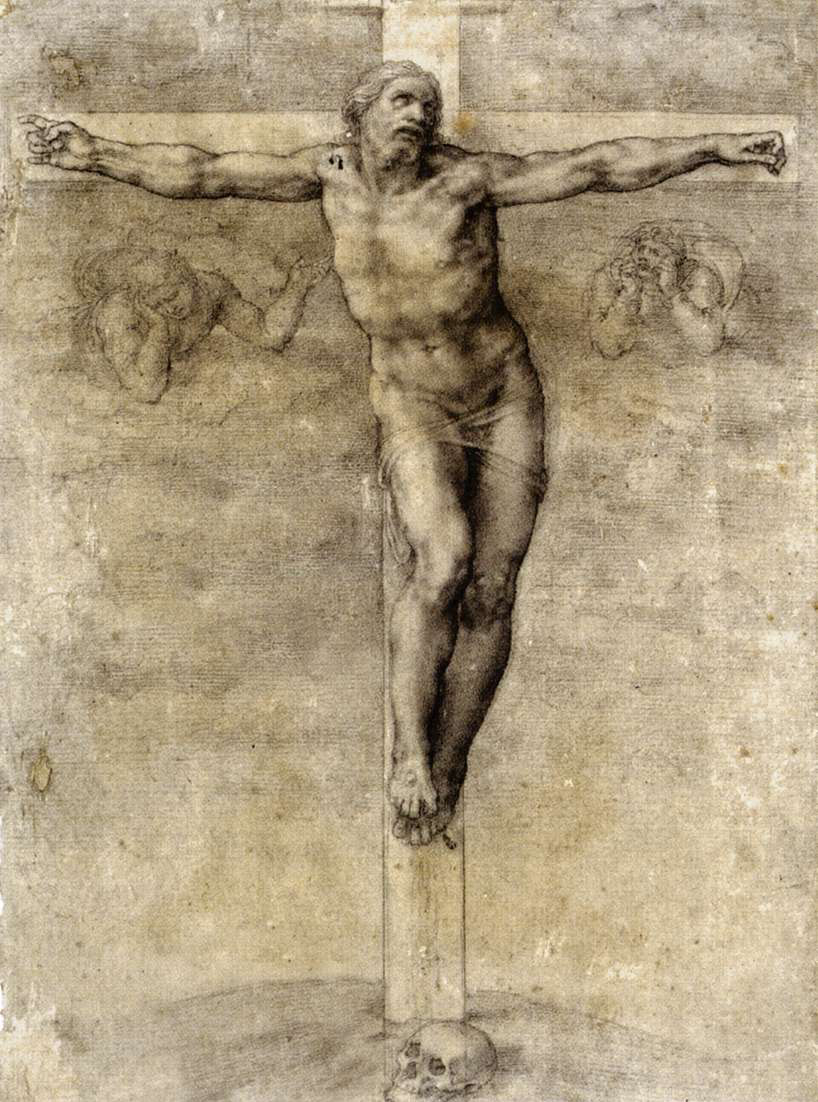
Michelangelo, Crocifissione per Vittoria Colonna
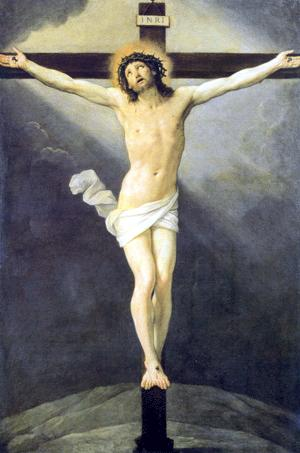
Guido Reni, Crocifissione